# Јунионтаун (Канзас)
Јунионтаун (енгл. Uniontown) град је у америчкој савезној држави Канзас.

## Демографија
По попису из 2010. године број становника је 272, што је 16 (-5,6%) становника мање него 2000. године.
| Група             | 2000.       | 2010.       |
| Белци             | 277 (96,2%) | 261 (96,0%) |
| Афроамериканци    | 1 (0,3%)    | 2 (0,7%)    |
| Азијати           | 0 (0,0%)    | 1 (0,4%)    |
| Хиспаноамериканци | 4 (1,4%)    | 2 (0,7%)    |
| Укупно            | 288         | 272         |